# 斯塔福德郡穆爾蘭茲 (英國國會選區)
斯塔福德郡穆爾蘭茲（英語：Staffordshire Moorlands），英國國會一郡選區，位於英格蘭斯塔福德郡東北部，包括斯塔福德高沼大部和紐卡斯爾安德萊姆北部一個地方選區。
本區自1983年創設以來一直支持保守黨，1997年工黨才首次當選。2010年大選當區議員、工黨的夏洛特·阿特金斯被保守黨的卡倫·布拉德利以45.2%選票擊敗。